# Barbacane de Cracovie
La barbacane de Cracovie (en polonais : Barbakan) est une partie des fortifications médiévales de Cracovie ; elle est de style gothique, et c’est l'une des rares constructions de ce style encore conservées en Europe,,.

## Histoire
La ville de Cracovie pouvait se vanter de posséder sept portes et 47 tours jalonnant les remparts qui ceignaient la vieille ville. Il n’en reste qu’un petit fragment. Les remparts furent construits progressivement jusqu’au début du XIVe siècle. La dernière partie, la Barbacane, appelée aussi Rondel, fut terminée à la fin du XVe siècle.
La Barbacane a été construite entre 1498 et 1499 à la place d'une ancienne tour dont il reste encore des traces. Réalisée sur un plan circulaire de plus de 30 m de diamètre, elle est surmontée de pinacles circulaires et octogonaux. Ses murs très épais et percés d'ouvertures réparties en quinconce recevant à l'époque les bouches d'artillerie sont composés de pierre et de brique. Ils mesurent de 300  à   365 cm de largeur, dans la partie la moins épaisse. L'ensemble était entouré par un fossé.
L'édifice était jadis relié à la porte Florian par un double mur nommé « le col », dont une partie est encore visible aujourd'hui. Il avait pour fonction de protéger le pont surmontant les douves. Ces dernières communiquaient avec le fossé entourant le centre-ville. Un mécanisme servant à réguler le niveau d'eau était situé à l'intérieur,,.
Au XVIe siècle, la Barbacane abritait les écuries municipales. Avec le progrès de l’art de la guerre, la Barbacane perdit son importance; au début du XIXe siècle, elle fut même menacée d’être démantelée. Heureusement, elle évita le sort de la majorité des fortifications de Cracovie ; on ne détruisit que le col qui la reliait à la porte Florian.

## Galerie

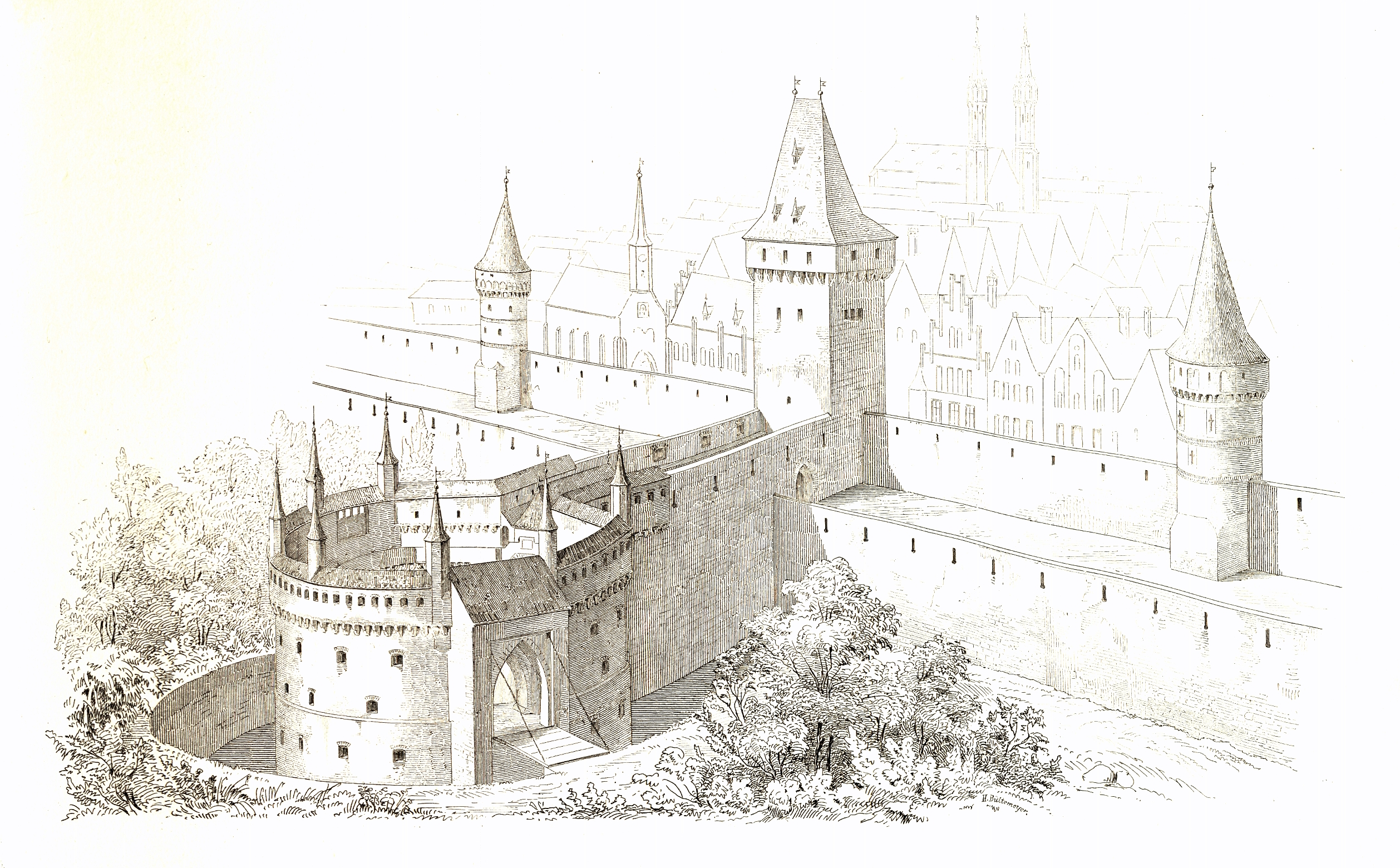
Structure originelle.
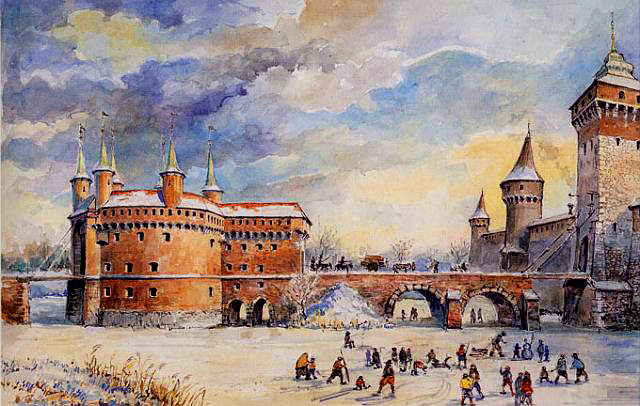
La Barbacane au XIXe siècle.
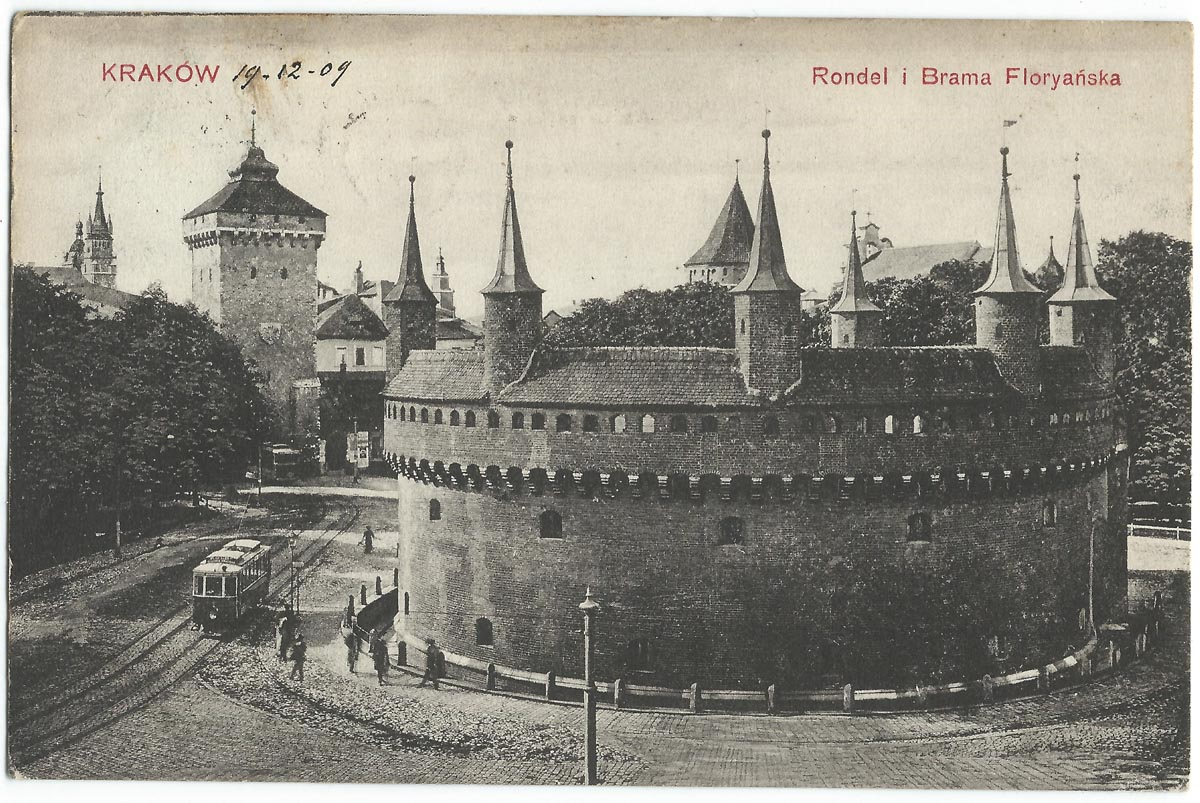
La Barbacane en 1909.
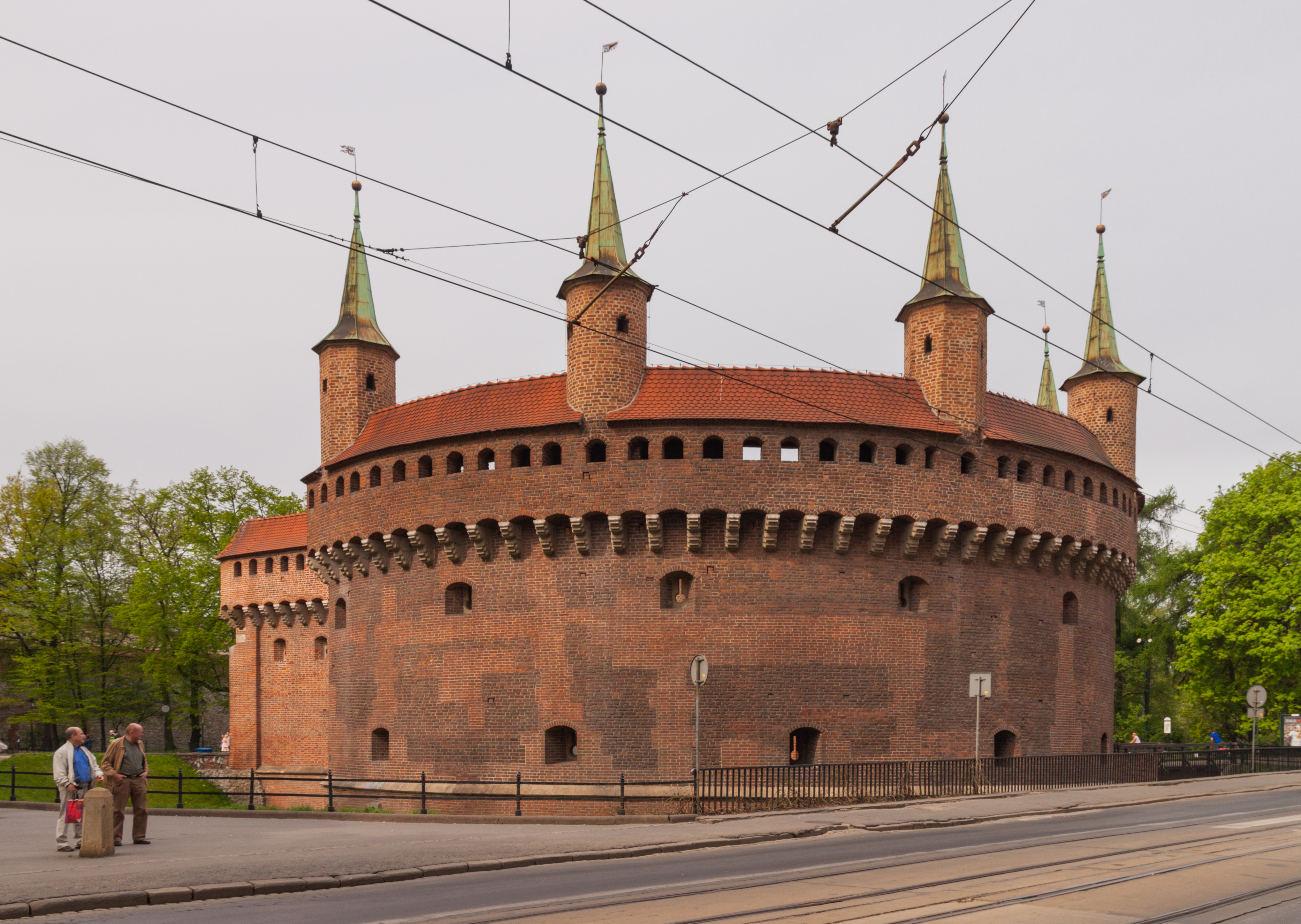
La Barbacane en 2015.
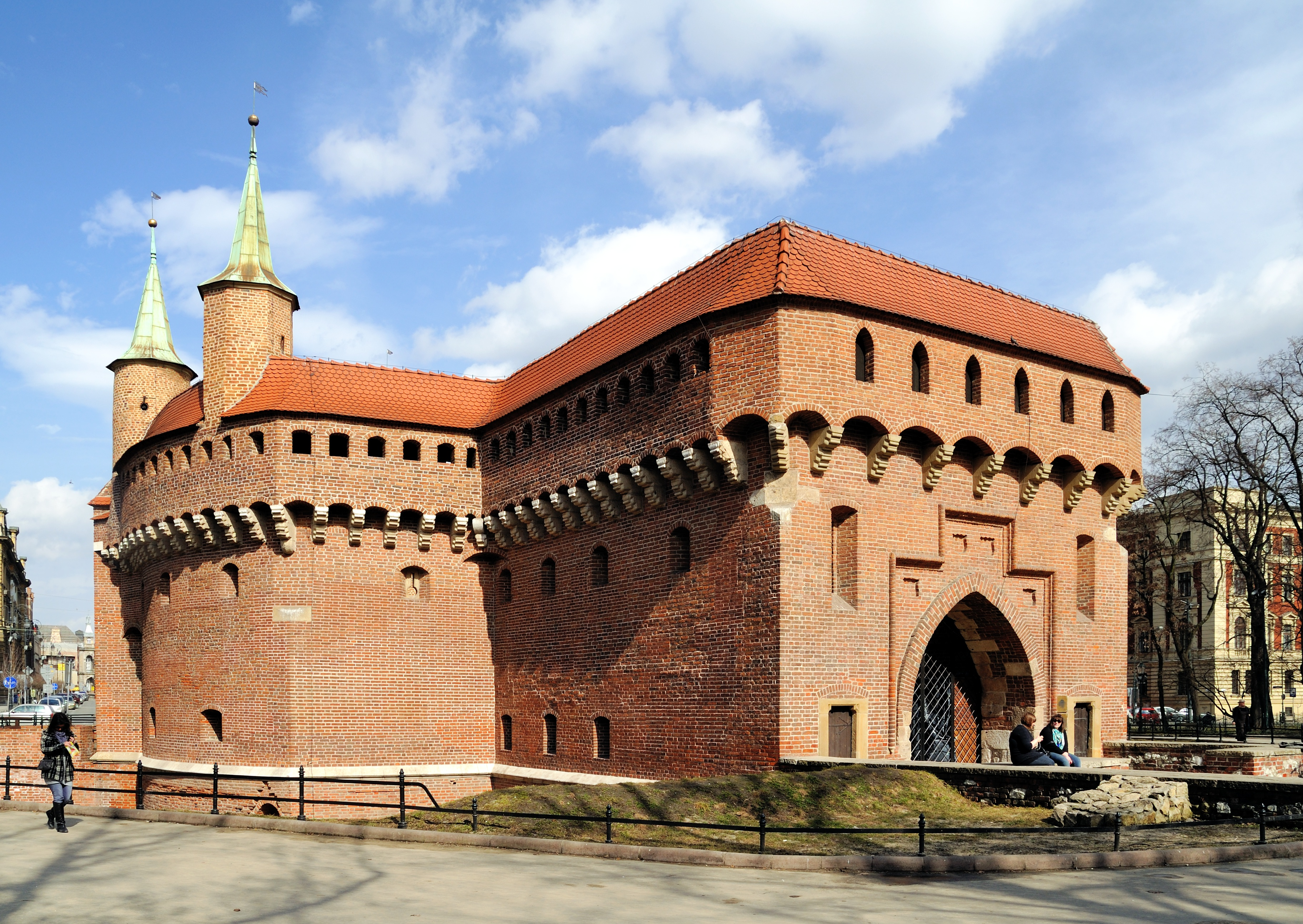
Vue de la Barbacane depuis le sud-ouest en 2010.
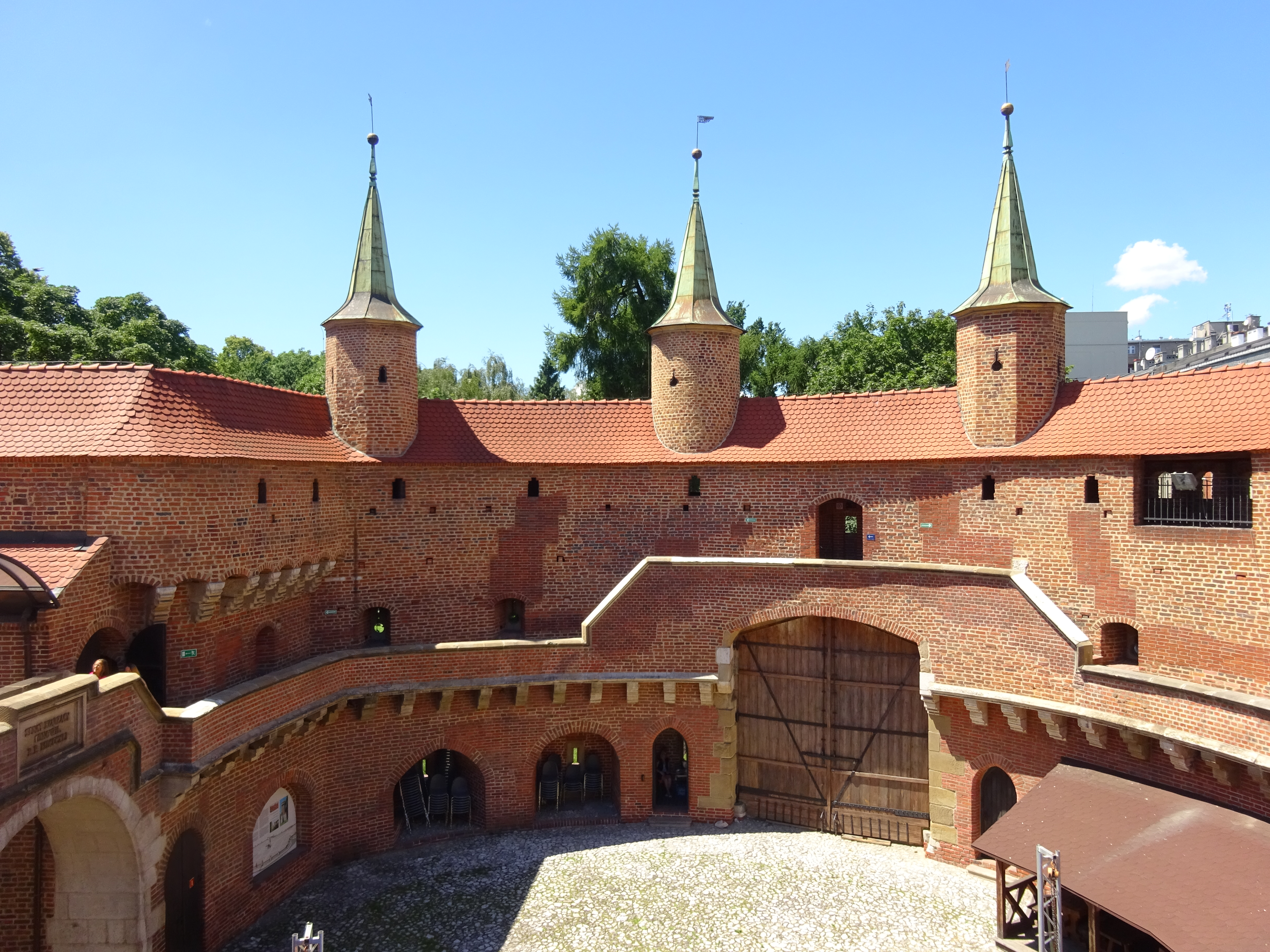
Intérieur de la Barbacane en 2016.
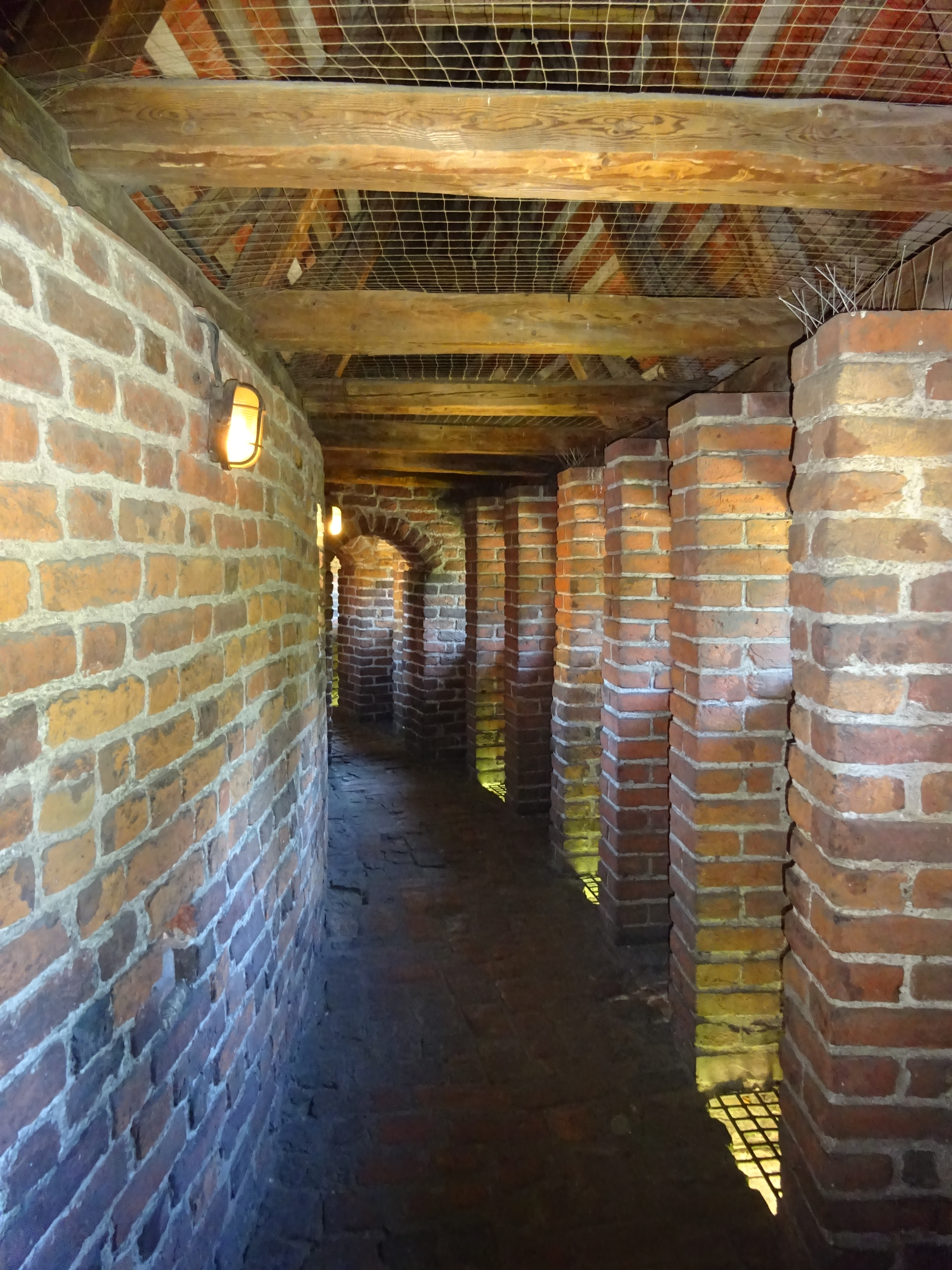
Passage à l’intérieur des mâchicoulis en 2016.
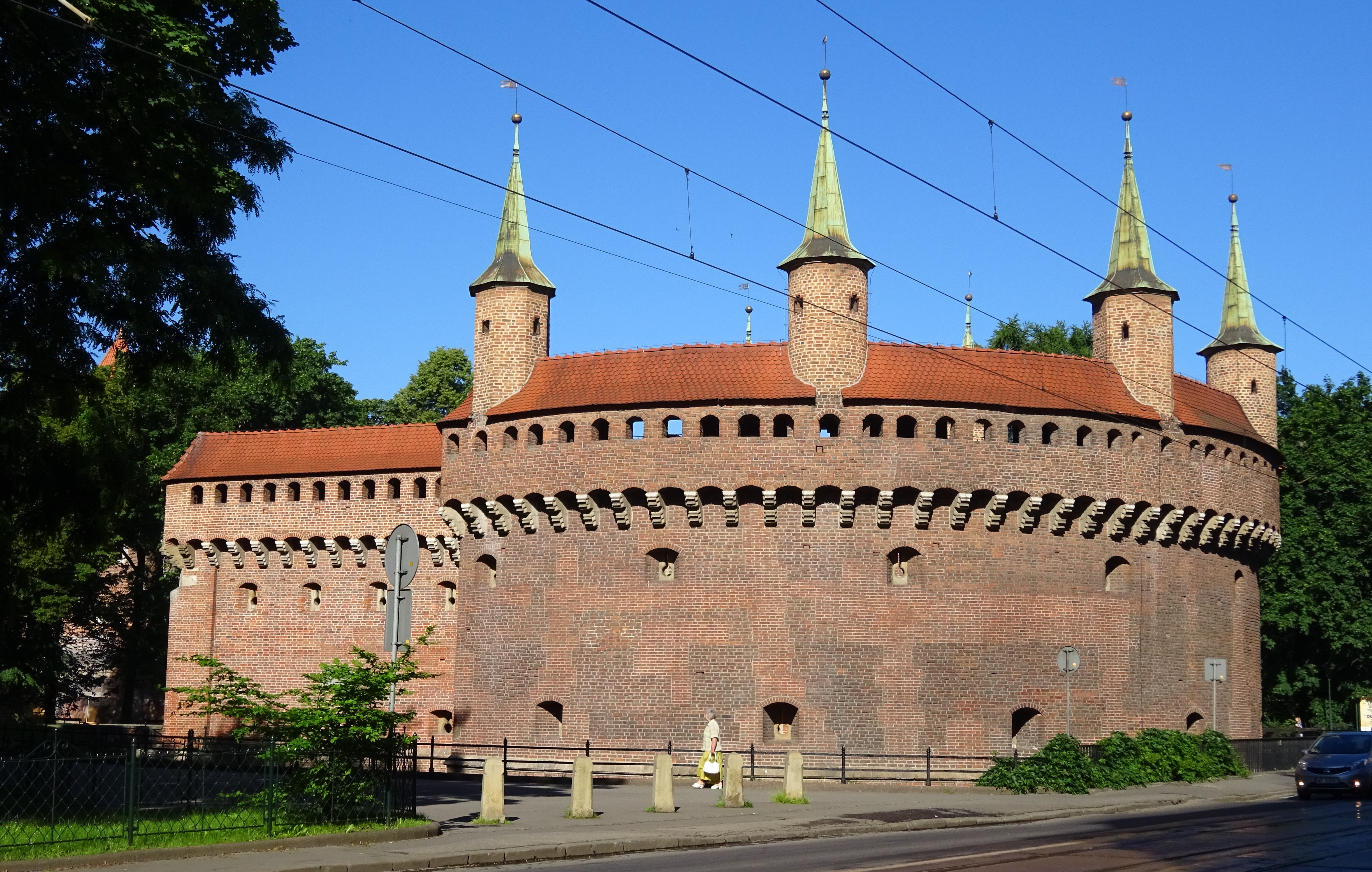
Vue de la Barbacane depuis la rue Basztowa en 2016.